# Братская могила советских воинов (Языково)
Братская могила советских воинов — братская могила в деревне Языково Дмитровского городского округа Московской области.
Братская могила находится на восточной окраине Языково у леса, номер захоронения в ВМЦ (Военно-мемориальный центр):	50-122, 50-122/2014.
Постановлением Правительства Московской области № 84/9 от 15.03.2002 года «Братская могила советских воинов, 1941 г.» отнесена к объектам культурного наследия регионального значения. На основании Распоряжения Министерства культуры Московской области от 27.09.2005 года № 298-Р братская могила является выявленным объектом культурного наследия Московской области.

## История

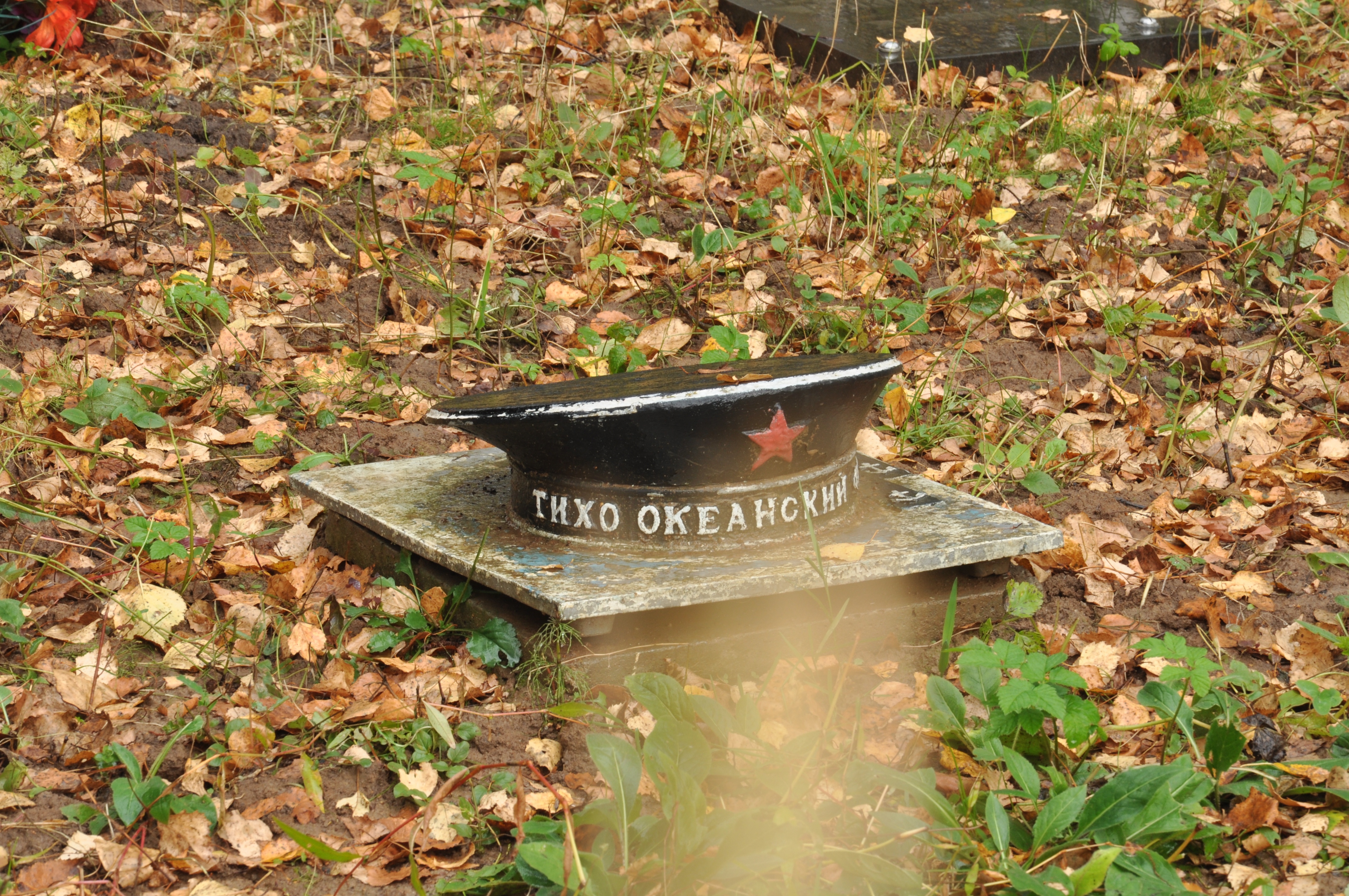
Морская бескозырка

Осенью 1941 года на этом месте за деревню проходили кровопролитные сражения. Следы ожесточенных боев сохранились на каменной церкви, от которой осталась только колокольня, где у немцев находился наблюдательный пункт. Ударную группировку Красной Армии составляли моряки Тихоокеанского флота, которые шли в атаку в черных бушлатах и бескозырках. Многие из них были захоронены в этой братской могиле, о чём свидетельствует перед памятником изображение бескозырки.
В могиле покоятся воины 71-й и 84-й отдельных морских стрелковых бригад, а также 56-й стрелковой бригады и 20-го легко-инженерного батальона 1-й ударной армии. Первые захоронения были сделаны в декабре 1941 года. В 1942 году здесь были перезахоронены останки советских воинов из одиночных и братских могил из окрестностей деревни.
В братской могиле захоронено более 200 воинов Красной Армии, имена 21 из них известны, остальные покоятся безымянными. Братская могила обнесена металлической оградой размером 9х12 метров. Здесь в 1963 году на небольшом постаменте был установлен гипсовый памятник высотой 2 метра в виде фигур воина со знаменем и женщины с венком. На лицевой части памятника выполнены мемориальные плиты с именами похороненных воинов, которые удалось установить. На клумбе у подножия памятника установлена стилизованная бескозырка, перед клумбой находятся две памятные плиты из коричневого гранита: с рисунком на левой плите и текстом на правой. Посредине клумбы был установлен поминальный православный крест.
Летом 2016 года по инициативе Юлии Михайловны Елохиной прихожанами храма Успения Пресвятой Богородицы села Шуколово Дмитровского района Московской области была произведена реконструкция мемориала. Работы выполнены на добровольные пожертвования, выделенные спонсорской организацией по просьбе настоятеля храма иерея Константина Елохина. В результате реконструкции клумба была вымощена плиткой серого (посредине) и красного (по бокам) цветов, бескозырка перенесена ближе к постаменту памятника, вместо поминального креста установлен якорь.